# Úszóbajnok (film)
Az Úszóbajnok (Swimming Upstream) című 2003-as ausztrál filmet Russell Mulcahy rendezte, a forgatókönyvet Anthony Fingleton írta. A két főszereplő Jesse Spencer és Geoffrey Rush, mindketten ausztrál színészek. A film Ausztráliában játszódik 2003-ban. 
Magyarországon csak a tévében adták le 2005-ben.

## Szereplők
| Szereplő              | Színész              | Magyar hang |
| --------------------- | -------------------- | ----------- |
| Harold Fingleton      | Geoffrey Rush        |             |
| Tony Fingleton        | Jesse Spencer        |             |
| Dora Fingleton        | Judy Davis           |             |
| John Fingleton        | Tim Draxl            |             |
| ifj. Harold Fingleton | David Hoflin         |             |
| Ronald Fingleton      | Craig Horner         |             |
| Diane Fingleton       | Brittany Byrnes      |             |
| Billie                | Deborah Kennedy      |             |
| fiatal Tony           | Mitchell Dellevergin |             |
| fiatal John           | Thomas Davidson      |             |